# Antoon Ignaas Steyaert

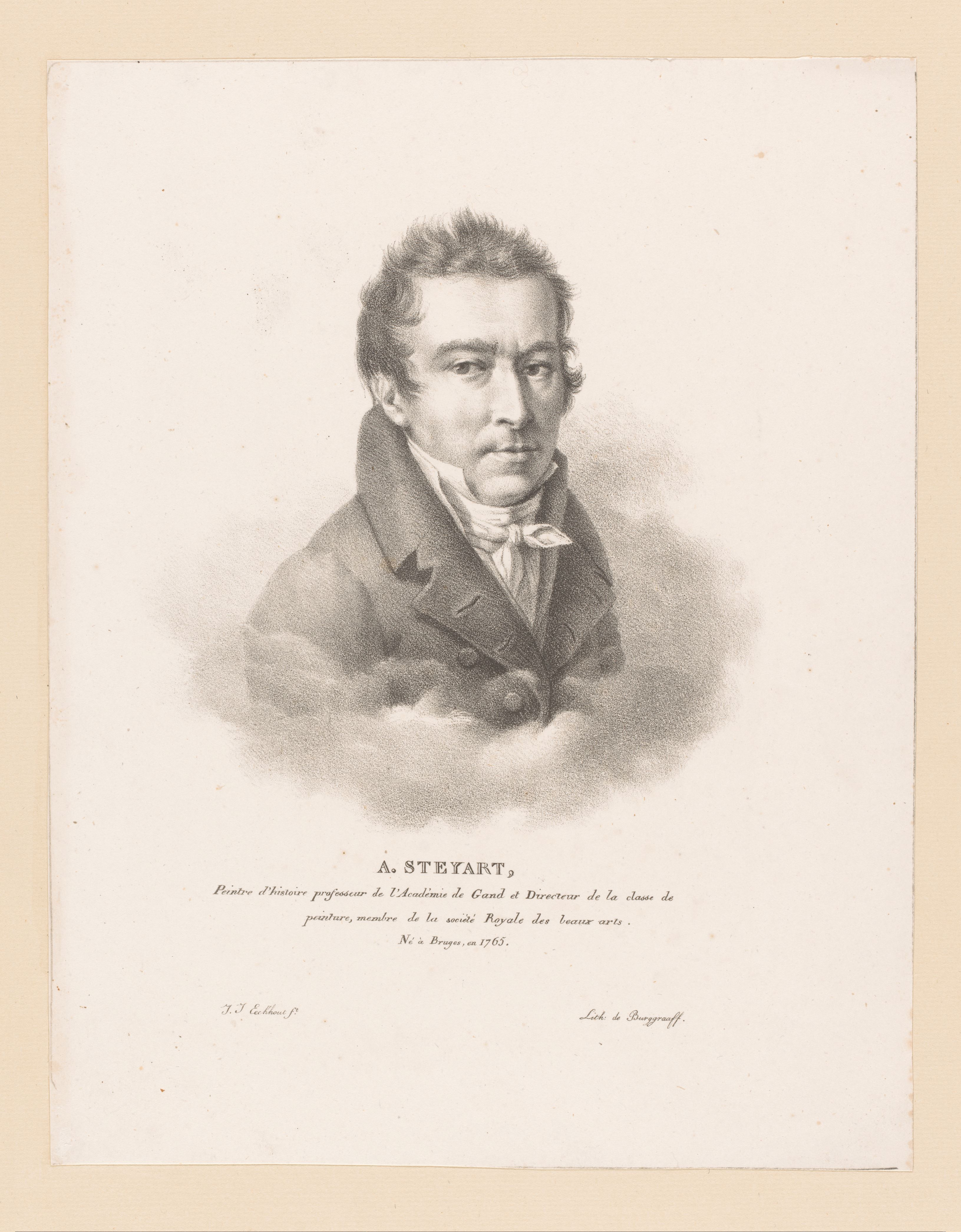
A.I. Steyaert in 1822

Antoon Ignaas Steyaert (Brugge, 1 februari 1761 - 11 februari 1841) was een Belgisch kunstschilder en tekenaar.

## Levensloop
Steyaert studeerde aan de Brugse Kunstacademie bij Jan Garemijn. Hij won heel wat prijzen, onder meer in 1774 de eerste tekenprijs. Hij studeerde af als primus in 1784. Hij ging zich in 1796 in Gent vestigen.  Hij werd in 1802 leraar en in 1809 directeur van de kunstacademie van deze stad. Hij maakte er het portret van prins Maurits van Oranje en kreeg hiervoor van Willem I een gouden ring bezet met edelstenen. In de Sint-Niklaaskerk in Gent hangt wat als zijn meesterwerk wordt aanzien: Sint-Antonius predikende in Limoges
Op oudere leeftijd kwam hij weer in Brugge wonen. Hij maakte ook tekeningen voor de verzamelaar Joseph van Huerne.
Steyaert schilderde historische en religieuze onderwerpen, portretten, landschappen bij maanlicht en genrestukken. Zijn zoon Anton Pieter Steyaert (1788-1863) werd ook landschapsschilder. 